# 243P/NEAT
La comète NEAT, officiellement 243P/NEAT, est une comète périodique du système solaire, découverte le 24 septembre 2003 par le programme NEAT.